# Finestra temporal
La finestra temporal és un caràcter típic del crani dels amniotes. L'especulació fisiològica la relaciona amb un increment en el ritme metabòlic i un augment en la musculatura de les mandíbules. Els amniotes primitius del Carbonífer no posseïen finestra temporal però els sauròpsids i els sinàpsids, més avançats, sí que en tenien. A mesura que passà el temps, les finestres temporals dels sauròpsids i sinàpsids esdevingueren més desenvolupades i grans per a possibilitar mossegades més fortes i més musculació mandibular. Els dinosaures, que són sauròpsids, tenen grans obertures davanteres i els seus descendents, els ocells, tenen finestres temporals més modificades. Els mamífers, que són sinàpsids, no tenen finestres temporals al crani, ja que aquest caràcter ha canviat. Tanmateix, encara tenen l'òrbita temporal (que sembla una obertura) i els músculs temporals. Es tracta d'un forat que hi ha al cap i està situat darrere l'òrbita ocular.
La presència i la morfologia de la finestra temporal és crítica a l'hora de fer la classificació taxonòmica dels sinàpsids.
Els euriàpsids tenen una gran obertura als costats del cap, com els sinàpsids, però de fet, els euriàpsids són diàpsids, ja que les seves finestres temporals inferiors es perderen.
Nota:
- Anàpsids - cap obertura
- Sinàpsids - una obertura
- Diàpsids - dues obertures
  - Euriàpsids - una obertura (però són diàpsids)